# Pawel Semjonowitsch Morosenko
Pawel Semjonowitsch Morosenko (russisch Павел Семёнович Морозенко, ukrainisch Павло Семенович Морозенко Pawlo Semenowytsch Morosenko; * 5. Juli 1939 in Snischne, Oblast Donezk, USSR; † 14. Juli 1991 in der Oblast Rostow, RSFSR) war ein sowjetischer Theater- und Filmschauspieler.

## Leben
Im Jahr 1960 absolvierte Morosenko das Kiewer Theaterinstitut von Iwan Karpenko-Karyj und arbeitete danach am Akademischen Iwan-Franko-Theater Kiew. Von 1973 bis 1991 arbeitete er an verschiedenen Theatern in der Ukraine und Russland: von 1973 bis 1975 am Russischen Waleri-Tschkalow-Theater in Nikolajew, von 1975 bis 1978 am Maxim-Gorki-Theater in Rostow am Don und von 1978 bis 1982 am Theater am linken Ufer des Dnjepr in Kiew. Im Jahr 1982 zog er nach Moskau und trat dort in das Akademische Wladimir-Majakowski-Theater ein, wo er die letzten neun Jahre seines Lebens wirkte.
Neben dem Theater war Pawel Morosenko in Hauptrollen beim Film aktiv. Bekanntheit errang der Schauspieler in den Filmen Roman und Francesca, Jeniya, Jenetschka und "Katjuscha", Die Untersuchung führenden ZnaToKi, Der Krieg auf der West-Richtung. Im Jahr 1990 spielte er in der Film-Co-Produktion der UdSSR und BRD (Mosfilm, Filmverlag der Autoren) Zehn Jahre ohne das Recht der Korrespondenz.
Im Film Blutsbrüder (DDR, DEFA-Indianerfilm) synchronisierte Morosenko für den sowjetischen Film-Verleih den Schauspieler Gojko Mitić.
Morosenko war verheiratet und hatte einen Sohn. Pawel Morosenko kam am 14. Juli 1991 in der Oblast Rostow ums Leben.

## Filmografie
- 1960: Roman und Francesca (russ. Роман и Франческа)
- 1961: Jahre Mädchen (russ. Годы девичьи)
- 1962: Das Gesetz der Antarktis (russ. Закон Антарктиды)
- 1962: Die Hochzeit der Svitschka (russ. Свадьба Свички)
- 1963: Meet, Balujew! (russ. Знакомьтесь, Балуев!)
- 1965: Über uns das Kreuz des Südens (russ. Над нами Южный Крест)
- 1966: Warum lächeln die Sterne (russ. Почему улыбались звёзды; ukr. Чому посміхалися зорі)
- 1966: Miserabel (russ. Бесталанная; ukr. Безталанна)
- 1967: Jeniya, Jenetschka und "Katjuscha" (russ. Женя, Женечка и "Катюша")
- 1967: Der zehnte Schritt (russ. Десятый шаг)
- 1967: Nicht bestimmt (russ. Не суждено; ukr. Не судилось)
- 1968: Liebe und Dollar (russ. Любовь и доллары)
- 1968: Ein fremdes Haus (russ. Чужой дом)
- 1968: Am Sonntag früh Trank sammelte (russ. В воскресенье рано зелье собирала; ukr. У неділю рано зілля збирала)
- 1968: Introduktion (russ. Интродукция)
- 1970: Die unverhoffte Liebe (russ. Нечаянная любовь)
- 1980: Wir nehmen alle auf sich (russ. Берём всё на себя)
- 1981: Das letzte Spiel (russ. Последний гейм)
- 1981: Tankodrôme (russ. Танкодром)
- 1982: Zärtlichkeit zum brülen Tier (russ. Нежность к ревущему зверю)
- 1983: Preis Rückgabe (russ. Цена возврата)
- 1985: Solch ein seltsamer Abend im engsten Familienkreis (russ. Такой странный вечер в узком семейном кругу)
- 1986: Treffen die Fahrspur (russ. Встречная полоса)
- 1988: Die Untersuchung führenden ZnaToKi. Ohne Messer und castets (russ. Следствие ведут ЗнаТоКи. Без ножа и кастета)
- 1988: Und das Licht erscheint in der Finsternis (russ. И свет во тьме светит)
- 1989: Frauen, die das Glück haben (russ. Женщины, которым повезло)
- 1990: Zehn Jahre ohne das Recht der Korrespondenz (russ. Десять лет без права переписки)
- 1990: Der Krieg auf des West-Richtung (russ. Война на западном направлении)

## Titel und Auszeichnungen
- Verdienter Künstler der Ukrainischen SSR (1973)
- Staatliche Prämie der RSFSR für Konstantin Stanislawski (1976)
- Medaille „Zum 1500-jährigen Jubiläum Kiews“ (1982)